# رولاند هايز
رولاند هايز (بالإنجليزية: Roland Hayes) هو مغني أوبرا ومغني أمريكي، ولد في 3 يونيو 1887 في جورجيا في الولايات المتحدة، وتوفي في 1977 في بوسطن في الولايات المتحدة.

## وصلات خارجية
- رولاند هايز على موقع ميوزك برينز (الإنجليزية)
- رولاند هايز على موقع أول ميوزيك (الإنجليزية)
- رولاند هايز على موقع ديسكوغز (الإنجليزية)